# Guillenia flavescens
Guillenia flavescens es una especie de planta perteneciente a la familia Brassicaceae, se la conoce con el nombre común de yellow mustard,  pero no es la única especie conocida por ese nombre. Sinapis alba es probablemente la planta más ampliamente conocida como el amarillo mostaza. Esta especie es endémica de California, donde crece en los valles y montañas que rodean el Área de la Bahía de San Francisco.

## Descripción
G. flavescens es una hierba anual de gran crecimiento, con delgado tallo, las hojas son lobuladas o dentadas de hasta 22 centímetros de largo en torno a su base, y más pequeñas y con menos hojas dentadas a lo largo de su tallo gris-marrón a rosa. A intervalos, a lo largo de la parte superior del tallo,  aparecen las flores de color crema, amarillo, o púrpura-pálido. Las puntas de los pétalos (alrededor de la boca) son rizadas.  El fruto es una fina silicua de hasta 9 centímetros de largo. 

## Taxonomía
Guillenia flavescens fue descrita por (Hook. & Arn.) Greene y publicado en Leaflets of Botanical Observation and Criticism 1(18): 228.  1906.
Etimología
Guillenia: nombre genérico que fue otorgado en honor del padre Clemente Guillén de Castro (1677-1748), jesuita novohispano.
flavescens: epíteto latino que significa "amarillentas".
Sinonimia
- Caulanthus flavescens (Hook.) Payson
- Caulanthus procerus (Brewer ex A.Gray) S.Watson
- Guillenia hookeri (Greene) Greene
- Streptanthus dudleyi Eastw.
- Streptanthus flavescens Hook.
- Streptanthus lilacinus Hoover
- Streptanthus procerus Brewer ex A. Gray
- Thelypodium flavescens (Hook.) Jeps.
- Thelypodium greenei Jeps.
- Thelypodium hookeri Greene[4]